# Real Santander Foot-ball Club
El Real Santander Foot-ball Club fou un antic club de futbol espanyol de la ciutat de Santander.
Va ser fundat el 1907 per integrants de la Unión Ciclista Santanderina. El 21 de març diversos membres se'n separaren i crearen el nou club presidit pel noruec Federico Linaae com a president. El 1910 va rebre el títol de Reial. Disputà la Copa del Rei de l'any 1911, primer club de Cantàbria en fer-ho.
L'any 1912 va absorbir un altre club de la ciutat anomenat Santander Sporting Club (fusió de Comercial i Sportiva España el 1910). Desaparegué el 1915, passant molts dels seus jugadors a un altre club de la ciutat, el Racing Club de Santander.